# Pervomajskij rajon (Oblast' di Tomsk)
Il Pervomaiskij rajon (in russo Первомайский район?) è un rajon dell'Oblast' di Tomsk, nella Russia europea; il capoluogo è Pervomajskoe. Istituito nel 1965, ricopre una superficie di 15.554,18 chilometri quadrati.